# Mindre snigelspinnare
Mindre snigelspinnare (Heterogenea asella) är en fjärilsart som ingår i familjen snigelspinnare, Limacodidae. Artens livsmiljö är fuktiga lövskogar, gärna ädellövskog, i den palearktiska regionen i Europa och nordliga Asien. Utbredningsområdet i Europa sträcker sig västerut till nordöstra Spanien och södra England, norrut till södra Skandinavien (Danmark, sydöstra Norge, södra Sverige, södra Finland) Tyskland, Polen och Baltikum och österut till europeiska Ryssland. Därifrån finns den i Asien vidare österut till södra Sibirien och floderna Amur och Ussuri (Kina) samt i Japan.
Arten är en liten fjäril med ett vingspann på 13–19 mm för honor och 11–14 mm för hanar. Honorna har ljusare ockragula framvingar, jämfört med hanarna som har mörkare ockragula till svartbruna framvingar. Hanarna har också svartbruna bakvingar, jämfört med honorna som har ljusare bakvingar. Kännetecknade för arten är också att den i vila håller vingarna högt takställda. Antennerna är mörkbruna och enkla hos båda könen, men en skillnad mellan könen är att hanarna har något tjockare antenner än honorna.
Enligt den finländska rödlistan är arten livskraftig, LC, i Finland. Enligt den svenska rödlistan är arten sårbar, VU, i Sverige. Arten förekommer sällsynt i Skåne, Blekinge och Småland.
Larven lever på blad av lövträd, främst bok, men larver har även hittats på lindar, skogsek, hassel och skogslönn.

## Bildgalleri

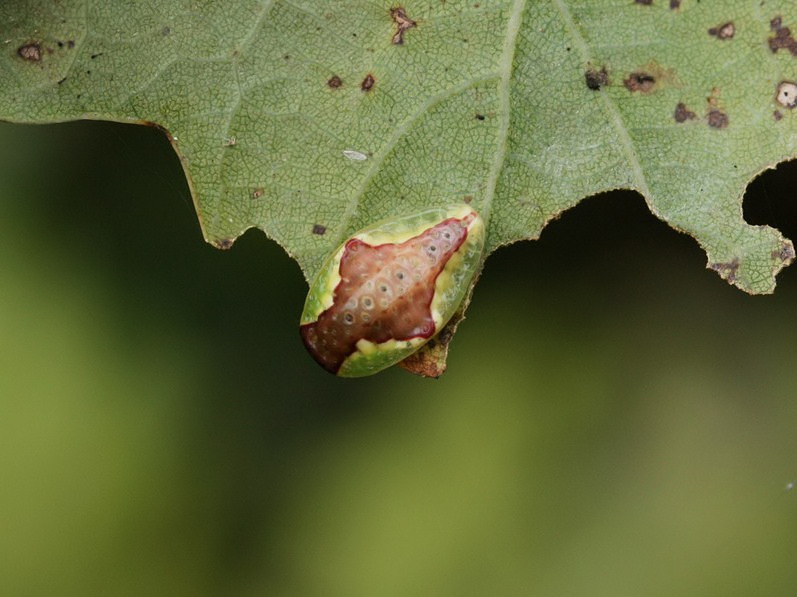
Fjärilens larv
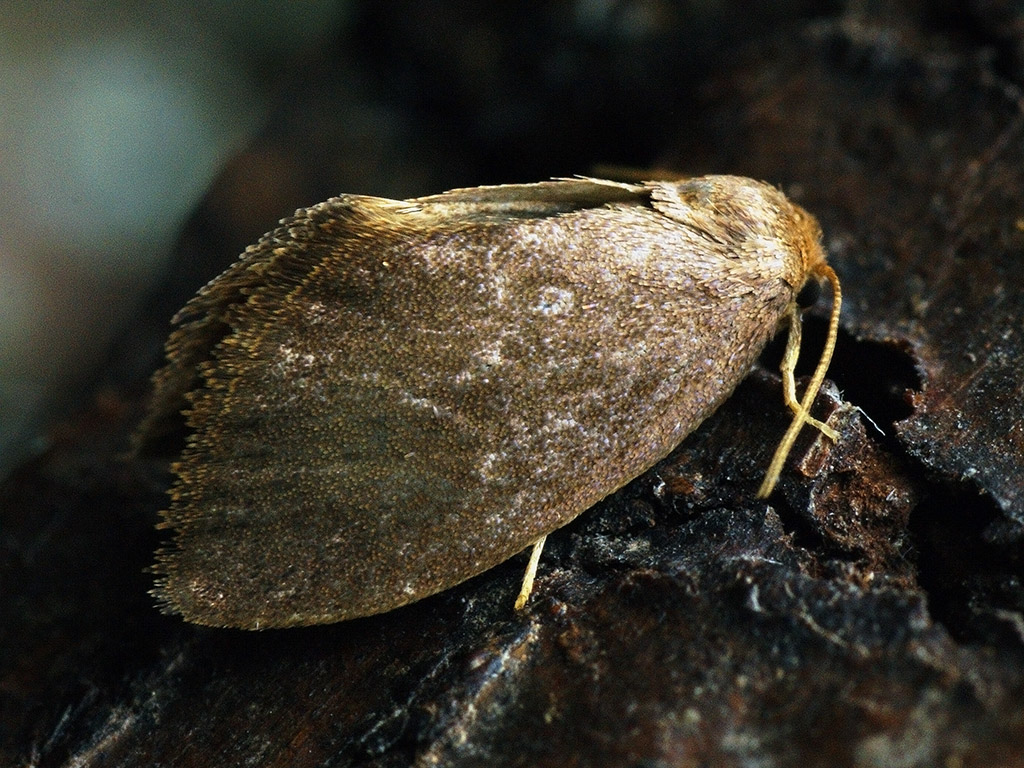
Imago fjäril
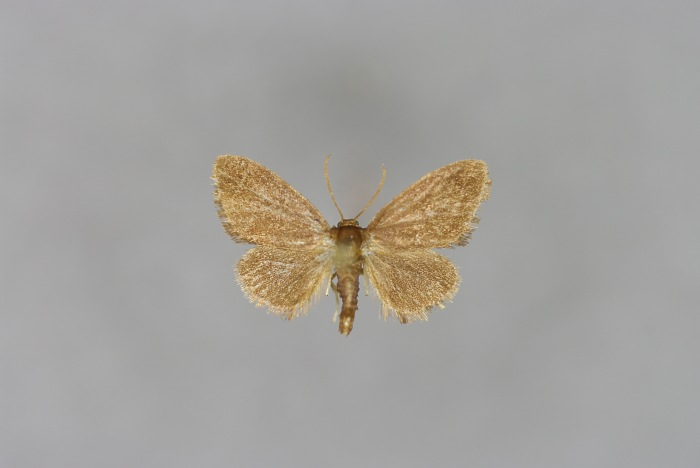
Preparerad (uppnålad) imago fjäril